# Etheostoma olmstedi
Etheostoma olmstedi är en fiskart som beskrevs av Storer 1842. Etheostoma olmstedi ingår i släktet Etheostoma och familjen abborrfiskar. Inga underarter finns listade i Catalogue of Life.